# Albert Bachmann
Albert Bachmann (ur. 8 listopada 1906, zm. w 1990) – szwajcarski gimnastyk, medalista olimpijski z Berlina.